# Macoljuset
Macoljuset var ett mystiskt ljus som såg ut som glöden av en lampa och sågs vid en spårsektion nära järnvägsstationen i Maco i North Carolina, USA.

## Legenden
Legenden berättar om Joe Baldwin, en tågkonduktör, som sägs blivit dödad i en kollision mellan en lös passagerarvagn och ett lokomotiv vid Maco under det sena 1800-talet.
Joe Baldwin var den enda personen på den bakre vagnen i ett tåg på väg mot Wilmington år 1867. När tåget närmade sig stationen upptäckte Baldwin att vagnen han var på hade lossnat från tåget. Han visste även att ett annat tåg var på väg inte långt bakom dem. Han ställde sig längst bak i vagnen och började signalera med en lampa mot tåget som närmade sig. Men föraren såg inte signalen och krockade med vagnen, och Baldwin fick huvudet avhugget och dog.

## Reaktion
Kort efter olyckan började människorna i Maco att se ett mystiskt ljus vid den sektion där olyckan hände. Man började tala om hur Joe Baldwin kommit tillbaka från de döda för att leta rätt på sitt huvud. En senare undersökning, genomförd av den pseudovetenskapliga forskaren Hans Holzer under 1965, kom fram till att Baldwin inte förstod att han var död, och fortfarande försöker varna kommande tåg för vagnen.
Ljuset distraherade tågförare så mycket att de blev tvungna att installera ett helt nytt signalsystem som endast användes i Maco. President Grover Cleveland ska ha frågat om det nya grön-röd-signalsystemet när han stannade vid Maco under en kampanj. 

## Modern tid
Spårsektionen avvecklades under 1977, och används inte längre. Efter det har man inte sett till ljuset.